# Mormor og Bob
|  | Denne artikel er oprettet af botten PalnaBot ud fra en ekstern database. Den kan derfor have sproglige fejl eller mangler. Denne skabelon kan fjernes efter kontrol af indholdet. |

Mormor og Bob er en film instrueret af Ditte Milsted.

## Handling
Mormor og Bob forlod Afrika for 25 år siden, men Afrika forlod ikke dem. "Mormor og Bob" er en film om parret Bob og Grethe, der har rejst verden rundt og boet adskillige år i Afrika, men nu lever i den forholdsvis kedelige by Esbjerg, som de sjældent forlader. Filmen lukker os ind i Mormor og Bobs ejendommelige univers blandt dyreskind, afrikanske træfigurer og safarihatte. Et spøjst, morsomt og rørende indblik.